# NGC 3008
NGC 3008 é uma galáxia espiral (S?) localizada na direcção da constelação de Ursa Major. Possui uma declinação de +44° 06' 10" e uma ascensão recta de 9 horas, 49 minutos e 34,1 segundos.
A galáxia NGC 3008 foi descoberta em 25 de Janeiro de 1851 por William Parsons.